# Hermann Röchling
Hermann Röchling (Völklingen, 12 de novembro de 1872 — Mannheim, 24 de agosto de 1955) foi um industrial alemão.
Foi membro do NSDAP e Wehrwirtschaftsführer (diretor de indústria de armamento).